# Бушфіц
Бушфіц (нім. Buschvitz) — громада в Німеччині, розташована в землі Мекленбург-Передня Померанія. Входить до складу району Передня Померанія-Рюген. Складова частина об'єднання громад Берген-ауф-Рюген.
Площа — 10,14 км2. Населення становить 253 ос. (станом на 31 грудня 2020).